# Michal Šerák
Michal "Sherry" Šerák (* 21. prosince 1973, Praha) je český baskytarista, který prošel několika hudebními seskupeními (např. Excelence, Doctor P.P., Pancho, MOI, ...) Spolu s kytaristou Richardem Němcem a bubeníkem Mikolášem Nopem je jedním ze zakládajících členů skupiny Just For Fun. Působí v seskupeních pražské rockové scény – 2Wings (od roku 2006), Tichá Dohoda (od roku 2000) a Daryl Green (od roku 2005), s nimiž natočil řadu studiových nahrávek a alb. Sherryho charakteristickým znakem je hra převážně na šestistrunné baskytary.